# Japanische Kampfhörspiele
Japanische Kampfhörspiele (kurz: JaKa) ist eine Deathgrind-Band aus Krefeld. Ihre Texte bestehen oft aus losen Satzbausteinen („Collagen“) und kritisieren die heutige Konsumgesellschaft. Die Band bezeichnet ihren Stil selbst auch als Grindpunk oder Popgrind.

## Geschichte

### Gründung und frühe Entwicklung (1996–2000)
1996 oder 1997 nahm Schlagzeuger Christof Kather eine mit Japanische Kampfhörspiele betitelte Kassette auf, bei der Marcus Adam als Gastgitarrist bei drei Stücken mitwirkte. Die eigentliche Geschichte der Band begann 1998 mit einem Zwei-Mann-Projekt von Kather (Schlagzeug, Gesang) und Klaus Nicodem (E-Gitarre, Gesang, teilweise Bass) mit dem Veröffentlichen von 8-Spur-Aufnahmen auf ihrer Website und dem Musik-Portal MP3.com. Der Name wurde von Uwe Engelbracht, einem Freund Kathers, erfunden. Engelbracht war bekannt für seine sinnlosen Wortkombinationen und schrieb Kather in einem Brief, „dass japanische Kassettenrekorderhersteller ihre Geräte so manipulieren würden, dass sie seine ‚???‘-Kassetten fressen, um so im Gegenzug ihre ‚Japanischen Kampfhörspiele‘ besser in den Markt pressen zu können“.

### Erster Plattenvertrag und komplette Besetzung (2001–2003)
2001 kam von Blutwurscht Productions (Schweiz) ein Angebot für einen Plattenvertrag, infolgedessen eine Kompilation der bis dahin erschienenen Demos namens Japanische Kampfhörspiele und kurz darauf Die Großstadt stinkt, ist laut und septisch herausgebracht wurden. Ebenfalls 2001 entstand auch die Kompilation Brandsatzliebe, die ausschließlich als Musikdownload im Internet veröffentlicht wurde und Coverversionen von a-ha, ATC, Death, The Exploited, Slayer und Slime enthielt. Auf beiden Kompilationen war der im Jahr 2000 eingestiegene Gitarrist Daniel Schaffrath bereits zu hören.

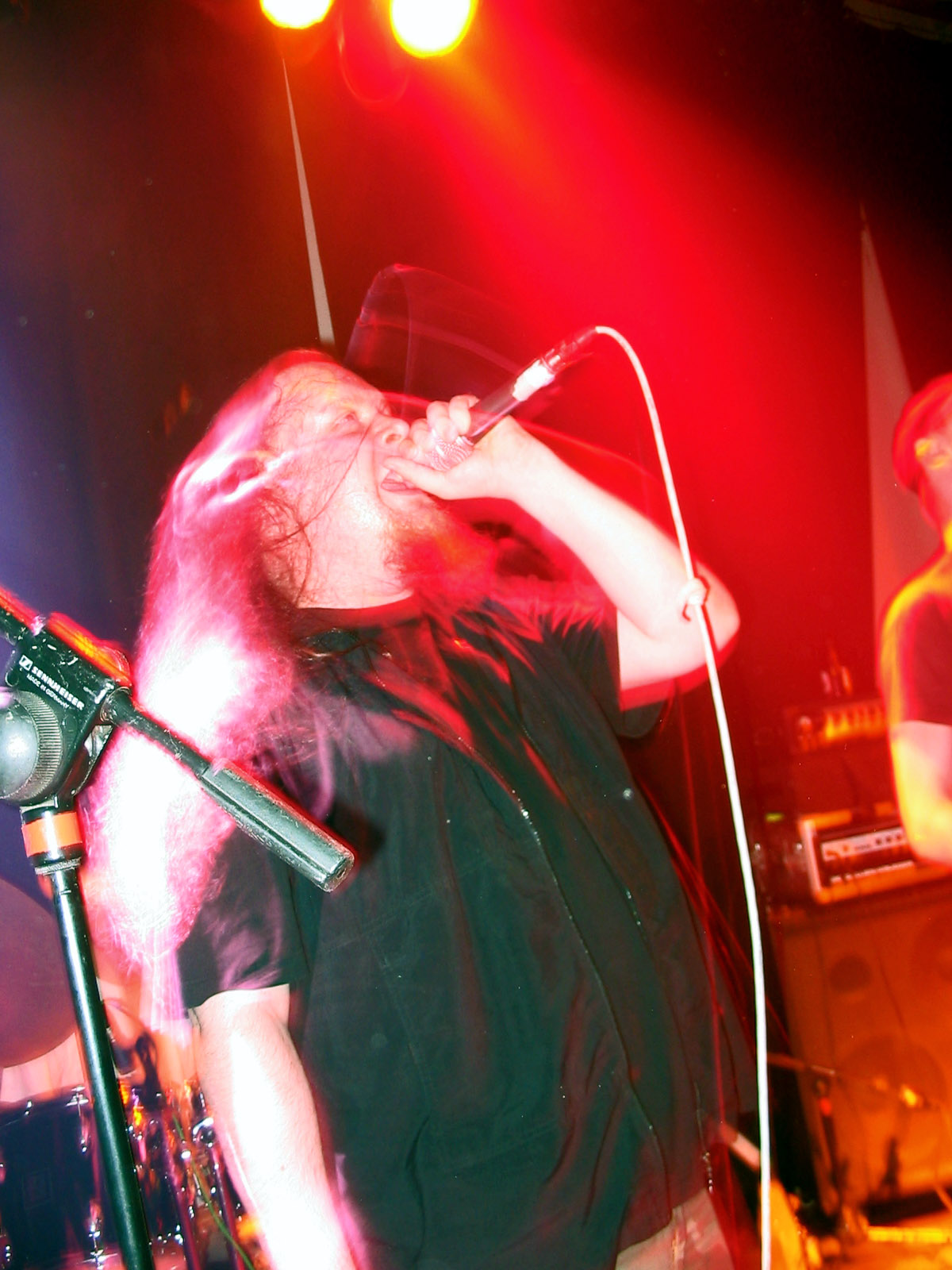
Sänger Markus „Bony“ Hoff bei einem Auftritt im Jahr 2004

Der Bekanntheitsgrad der Band war inzwischen stark angewachsen. Um live auftreten zu können, wurden 2002 mit Marco Bachmann (ein ehemaliger Kollege Kathers bei Cyclo Proganigma) als Bassist und Daniels Bruder Simon Schaffrath als zweiter Sänger eine erste vollständige Besetzung gebildet. Die erste Platte in dieser Bandbesetzung wurde Die Großstadt stinkt, ist laut und septisch und enthielt einen futuristischen CD-ROM-Bonus, bei dem man ein urbanes Labyrinth nach Gasmasken absuchen musste. Nach diesem Album beendete JaKa „aus zolltechnischen Gründen“ die Zusammenarbeit mit Blutwurscht Productions, da ihnen die Kosten zu hoch wurden.

### Zunehmender nationaler und internationaler Erfolg (2003–2008)
Während der Produktion ihres zweiten Studioalbums Fertigmensch im Jahr 2003 stieg Simon Schaffrath überraschend aus und wurde durch Markus „Bony“ Hoff (Screams) ersetzt; die gegrowlten Vocals übernahm wieder wie zur Zeit der Bandgründung Christof Kather. Das von Bastardized Recordings als Dank für Kathers Schlagzeug-Aushilfe auf der Tournee von Six Reasons to Kill ins Label-Programm genommene Album ließ die Band in der Grindcore- und Metal-Szene bekannt werden und erhielt fast ausschließlich gute Kritiken.
Um die Growls auch live umsetzen zu können, stieg 2003 Andreas Paul (Rufname „Paul“) von Zeroed bei JaKa ein. Der erste Live-Auftritt der Band am 25. Oktober 2003 fand beim ersten Neckbreaker-Festival im AZ (Mülheim an der Ruhr) statt.
2004 erschien das dritte Studioalbum, Hardcore aus der ersten Welt, auf dem beim Lied Zieh die Jacke falschrum an Miland „Mille“ Petrozza (Kreator) als Gastsänger fungiert. Da die Band aber nicht nur wegen des prominenten Gastsängers wahrgenommen werden wollte, wird im Beiheft als Gastsänger nur Petrozzas Vorname Miland aufgeführt.
Auf der folgenden Mini-Tour durch Deutschland, zusammen mit Nasum, God Dethroned und Suffocation, war erstmals der neue Gitarrist Robert Nowak (Unchallenged Hate) zu sehen und zu hören, der den aus Zeitgründen ausgestiegenen Daniel Schaffrath ersetzt hatte. Ende 2004 fand in Sevenum (Niederlande) der erste Auftritt im Ausland statt; im Frühjahr 2005 folgten Konzerte in La Ferrière und Alençon in Frankreich.
Die als Fleischmarsch betitelte Tour fand zum Jahreswechsel 2005/2006 statt und führte zusammen mit den Excrementory Grindfuckers, Jack Slater und diversen Support-Bands (darunter z. B. World Downfall und Gitarre und Schrank) durch ganz Deutschland. Die zunehmende Bühnenpräsenz der Band wurde Sänger Andreas „Paul“ Paul zunehmend zu zeitintensiv, so dass er im Frühjahr 2006 seinen Ausstieg aus der Band ankündigte. Sein letztes Konzert fand beim R(h)ein in die Fresse Festival VII in Bad Godesberg am 16. April 2006 statt. Zwei Wochen später fand man mit Martin Freund einen Nachfolger für Paul.
Bei einem Motorradunfall Mitte Juni 2006 verletzte sich Bassist Bachmann so schwer, dass er bis auf Weiteres durch René Hauffe (Shaxul, 21st Century Killing Machine) vertreten werden sollte. Der Genesungsprozess verlief allerdings besser als zuerst angenommen, so dass Bachmann bereits Ende August beim Up-from-the-Ground-Festival wieder auftreten konnte. Auf der anschließenden Österreich/Schweiz-Tour vertrat René Hauffe Gitarrist Robert Nowak, der zuletzt immer öfter Probleme gehabt hatte, die Konzerte mit seinem Beruf zu vereinbaren. Nach dem im Oktober 2006 erschienenen Album Rauchen und Yoga stieg Nowak bei Jaka aus.
Im Mai 2008 trat die Band auf dem Maryland Deathfest auf. Vor und nach dem Festival spielten Japanische Kampfhörspiele je zwei weitere Konzerte in Richmond und New York, bevor sie am letzten Tag ihres USA-Aufenthaltes noch eine Session beim Radiosender WFMU in Jersey City aufnahmen. Hierzu waren sie von Dan Bodah eingeladen worden, der Japanischen Kampfhörspiele bereits um die Jahrtausendwende in seiner Radiosendung Airborne Event vorgestellt hatte.

### Eigene Labelgründung und Auflösung (2009–2011)
Im Jahr 2009 gründete die Band mit unundeux ihr eigenes Label, da man der Meinung war, bislang ohnehin alles selbst gemacht zu haben und außer einem Vertrieb und einer Promoagentur niemanden mehr zu brauchen. Hierauf veröffentlichten sie 2009 das Album Luxusvernichtung sowie ein Jahr später den Nachfolger Bilder fressen Strom, bei dem Willi Wucher, Sänger der Band Pöbel und Gesocks, als Gastsänger aufgeführt wird.
Am 22. Dezember 2010 kündigten die Japanischen Kampfhörspiele ihre Auflösung im Januar 2011 an. Das Abschiedskonzert fand am 29. Januar im Feierwerk in München statt. Dabei entstand auch die Live-DVD „Abschiedskonzert“. Am 28. Januar erschien das letzte Studioalbum der Band mit dem Namen Kaputte nackte Affen. Sänger Markus „Bony“ Hoffs kommentierte die Bandauflösung wie folgt:

„Die Luft ist nach 13 Jahren endgültig raus! Wir hinterlassen der Nachwelt ja ca. 220 Songs, das letzte Album kommt am 28.01. und am Tag danach begehen wir meinen Geburtstag mit der allerletzten Show. Das passt doch alles wunderbar so!“

Im Sommer 2011 rief JaKa Fans weltweit auf, Coverversionen von beliebigen JaKa-Liedern aufzunehmen und der Band für ein Tributalbum zuzuschicken. Bis zum 1. September 2011 gingen so bei der Band über 200 Minuten Musik von über 75 Bands aus den unterschiedlichsten Musikgenres ein. Das Doppel-CD-Tribut-Album A Tribute to Japanische Kampfhörspiele weist eine Gesamtspieldauer von rund 160 Minuten auf und erschien am 1. Dezember 2011. Im März 2013 hat das brandenburgische Landeskriminalamt das Kompilationsalbum Brandsatzliebe (2001) indiziert.

### Reunion (2014)
Am 24. Dezember 2013 kündigten Japanische Kampfhörspiele eine Reunion an. Am darauf folgenden Tag wurde die Band als Headliner für das Grind The Mine Festival am 31. Mai 2014 in der Zeche Carl in Essen bestätigt und hat dort die erste Live-Show seit der Trennung 2011 gespielt. Die Gitarristen Klaus Nicodem und René Hauffe waren nicht Bestandteil der neuen Besetzung. 2016 verließ Hoff die Band, um Extinct the Scum (und später Napoleon Blownaparte) zu gründen, und wurde durch Christian Markwald von der Band Diaroe ersetzt.

## Stil

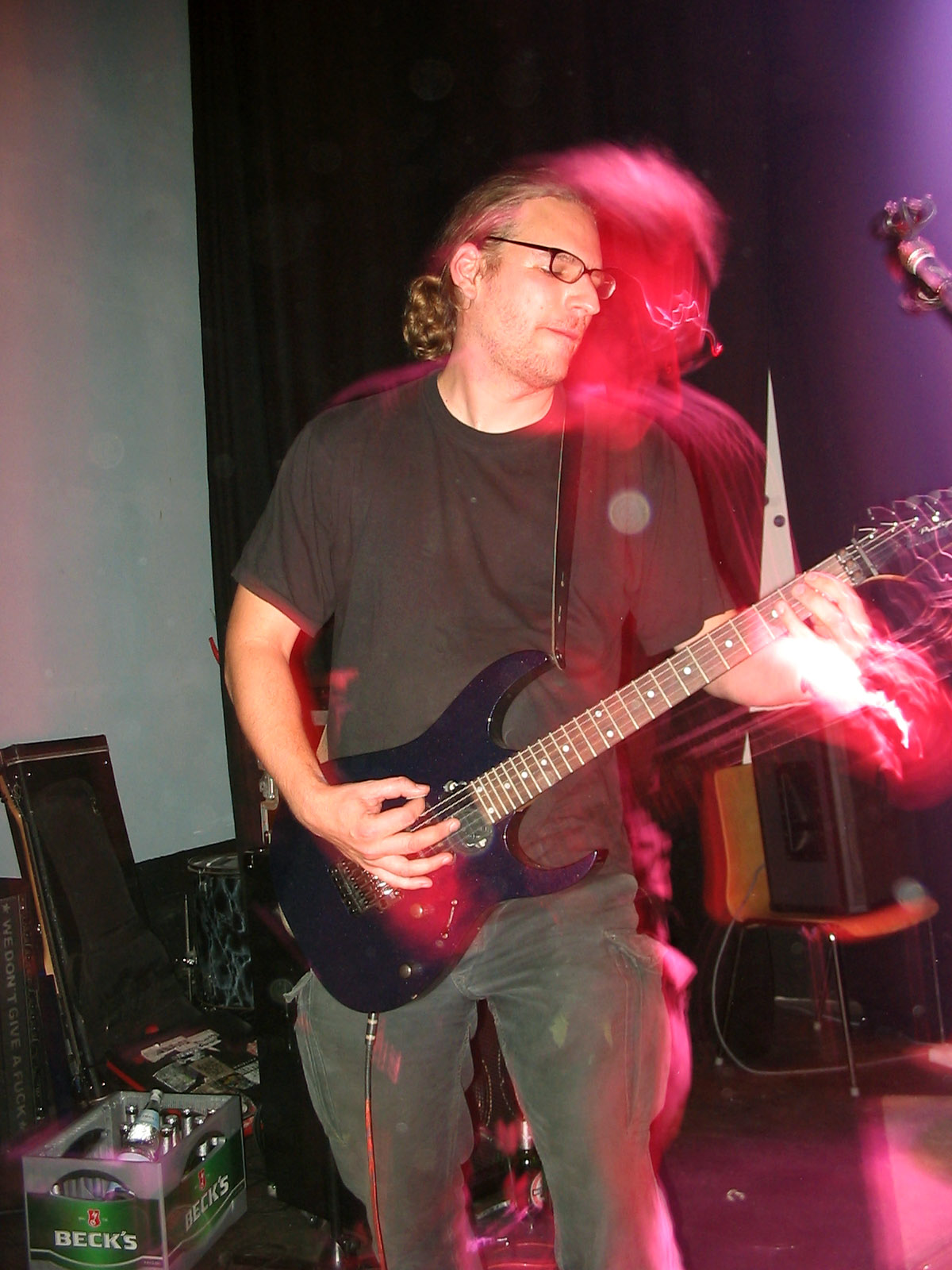
Klaus Nicodem (2004)

Dadurch, dass in den ersten Jahren immer zuerst das Schlagzeug entwickelt und danach die Gitarrenriffs darübergespielt wurden, sind die Lieder sehr rhythmusbetont. Sie zeichnen sich durch viele Breaks und Geschwindigkeitswechsel aus. Die Musik wird deshalb wie auch die Texte von der Band als Collage bezeichnet. Auffällig ist des Weiteren das abwechselnde Kreischen und Grunzen der beiden Sänger. Die Band bezeichnet ihren Stil als Grindpunk.
Die Stücke auf dem im November 2005 erschienenen Coveralbum Deutschland von vorne suchte sich die Band vor allem wegen der Texte aus. Zu hören sind Coverversionen von musikalisch so unterschiedlichen Bands wie Die Goldenen Zitronen, Fasaga, Extrabreit, Funny van Dannen, EA80, Tocotronic, Eisenvater und Trio.

## Diskografie

### Studioalben
- 2002: Die Großstadt stinkt, ist laut und septisch (Blutwurscht Produktion)
- 2004: Hardcore aus der ersten Welt (Bastardized Recordings)
- 2007: Rauchen und Yoga (Bastardized Recordings)
- 2010: Bilder fressen Strom (unundeux)
- 2011: Kaputte nackte Affen (unundeux)
- 2014: Welt ohne Werbung (unundeux)
- 2016: The Golden Anthropocene (unundeux)
- 2018: Back to ze Roots (Bastardized Recordings)
- 2019: Verk Ferever (Bastardized Recordings)
- 2021: Neues aus dem Halluzinogenozinozän (Bastardized Recordings)
- 2023: Blaskapelle Bürgermeister Bratwurst Bier Geschenkkorb Bibelstelle Bumskabine Bienensterben Völkermord (Bastardized Recordings)

### Kompilationen
- 2001: Japanische Kampfhörspiele (Blutwurscht Produktion)
- 2001: Brandsatzliebe (Coveralbum, nur digitale Veröffentlichung im Eigenvertrieb, indiziert[10])
- 2005: Deutschland von vorne (Coveralbum, Bastardized Recordings)
- 2006: Früher war auch nicht alles gut (DIY recordings 1998–2002 Kompilation, Bastardized Recordings)
- 2010: Das große Verbrauchen - The Bastardized Years and Before (unundeux)
- 2011: A Tribute to Japanische Kampfhörspiele (unundeux)

### EPs
- 2003: Fertigmensch (Bastardized Recordings)
- 2009: Luxusvernichtung - Vierundfünfzig vertonte Kurzgedichte (unundeux)

### Splitalben
- 2005: Japanische Kampfhörspiele / Das Krill (Split-EP mit Das Krill, Silentstagnation Records)
- 2006: Heirat aus Hass / Scheidung aus Spaß (Split mit Poostew, Silentstagnation Records)
- 2007: Slimewave Series Volume 4 (Split mit Bathtub Shitter, Relapse Records)
- 2008: Japanische Kampfhörspiele / Are You God? (Split mit Are You God?, Baskat Recordings)
- 2009: Eisenvater / Japanische Kampfhörspiele (Split mit Eisenvater, Power it up)
- 2009: Les Vingt Secondes De Sodome (7"-Split mit White Eyes, Bastardized Recordings)
- 2010: Japanische Kampfhörspiele / Killer (Split-EP mit Killer, Beau Travail)

### Livealben
- 2009: Live in Trier (Ecocentric Records)

### Musik-DVDs
- 2008: Japanische Kampfspielfilme (Bastardized Recordings)
- 2011: Abschiedskonzert (unundeux)